# 오카 히로시

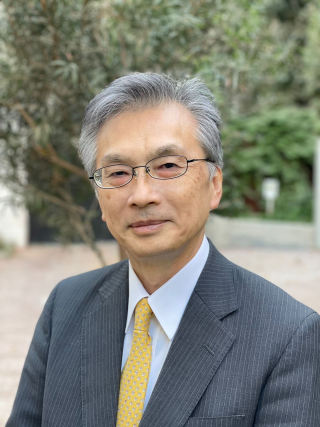

오카 히로시(일본어: 岡 浩, 1959년 1월 11일 ~ )는 일본의 외교관이다. 주터키 특명전권대사 등을 거쳐 2017년 7월부터 외무성 중동 아프리카국장을 맡고 있다.

## 인물
에히메현 출신으로 1981년 도쿄 대학 법학부에 재학 중 외무공무원 채용 시험에 합격했다. 1982년 도쿄 대학 법학부를 졸업하고 외무성에 입성, 외무성 입성 후 어학 연수(아랍어)를 위해 이집트와 시리아에 유학한 경험이 있다.

## 주요 경력
- 1998년 7월 : 외무성 사무차관 비서관
- 1998년 10월 : 외무성 북미국 북미제2과 기획관
- 1999년 8월 : 종합외교정책국 과학원자력과 국제과학협력실장
- 2000년 10월 : 주영국 일본대사관 참사관
- 2001년 11월 : 주뉴욕 일본총영사관 영사
- 2003년 8월 : 외무성 중동 아프리카국 중동제1과장
- 2005년 7월 : 주사우디아라비아 일본대사관 공사
- 2008년 8월 : 주영국 일본대사관 공사
- 2011년 8월 : 외무성 대신관방 위기관리담당 참사관 겸 영사국 참사관 겸 아시아 대양주국 남부아시아부 참사관
- 2012년 8월 : 외무성 중동 아프리카국 참사관
- 2012년 9월 : 외무성 중동 아프리카국 심의관
- 2014년 7월 : 외무성 국제정보총괄관
- 2016년 7월 : 주터키 특명전권대사[1]
- 2017년 7월 : 외무성 중동 아프리카국장[2][3]